# Закатальская губерния
Закатальская губерния (азерб. Zaqatala quberniyası) — административная единица Азербайджанской Демократической Республики в 1918—1920 годах.

## История
На Закатальский округ после развала Российской империи претендовали сразу 3 государства — Горская Республика (Республика Дагестан), Азербайджан и Грузия. Созданный 20 марта 1917 г. Закатальский окружной исполнительный комитет, обладавший в регионе практически всей полнотой власти, помешал Грузии установить контроль над округом. 26 июня, принимая во внимание то, что между Горской республикой и округом непроходимые горы, Закатальский национальный совет ввиду того, что «с точки зрения культуры, экономики, образа жизни, религии, а также промышленности и языка Закатала с Азербайджаном одного происхождения» выносит решение о вхождении Закатальского округа в состав Азербайджана на правах губернии. В тот же день по официальной хронологии была создана Закатальская губерния АДР. 30 июня Закатальский округ стал третьей по счету (после Гянджинской и Бакинской) губернией Азербайджана. Тем не менее, территориальный спор не завершился, к примеру, согласно грузинским законам, Закатальский округ считался составной частью Грузии. 25 октября—2 ноября 1919 действовала комиссия по установлению временных границ между Закатальской губернией и Сигнахском уездом Грузии. Стороны пришли к соглашению решать все вопросы исключительно мирным путем.
17 февраля 1919 Закатальская губерния была в судебном порядке была подчинена Гянджинскому окружному суду. 2 февраля 1920 в Закаталах была создана мужская учительская семинария.
«Лезгинский полк», созданный аварцами в начале 1918 и перешедший под командование Алиаги Шихлинского 22 февраля, был переименован в «Закатальский полк», участвовал в Битве за Баку, в карабахских боях и зангезурском наступлении в ноябре 1919. Полк прекратил существование 30 апреля 1920 года.
В 1918 году в Баку была создана партия «Ахрар», представлявшая интересы Закатальской губернии и суннитов. Представитель партии Аслан-бек Кардашев с 14 апреля по 22 декабря 1919 был министром земледелия Азербайджана. Печатным органом партии являлась газета «Эл» (или «Гъолода Эл», как образованные джарцы называли Джаро-Белоканский союз), издававшаяся на азербайджанском языке. В Парламенте АДР партию представляли 8 депутатов.
16 января 1920 аварец Бахадур-хан Малачиханов, представитель партии «Ахрар», был назначен новым губернатором. В новой должности Малачиханов активно содействовал прекращению в регионе междоусобицы между азербайджанцами и армянами. В своем первом обращении к населению новый глава округа потребовал прекратить различного рода конфронтации, соблюдать спокойствие и предупредил, что при любых изменениях в общественно-политической жизни Азербайджана руководство Закатальским округом будет продолжать осуществлять нынешний орган власти. За короткое время в должности генерал-губернатора он предотвратил несколько кровавых трагедий.
После установления советской власти на месте Закатальской губернии был создан Закатальский уезд, расформированный в 1929.

## Население
Согласно данным Адрес-календаря Азербайджанской Республики на 1920 год на основе Кавказского календаря на 1917 год, в Закатальской губернии проживало 92698 человек, из них мусульман 85136 (91,84 %), армян 2530 (2,73 %), грузин-христиан 4664 (5,03 %), русских 593 (0,24 %).

## Список губернаторов
Алияр-бек Гашимбеков 26 июня 1918 — 16 марта 1919
Мамед-бек Шахмалиев 16 марта 1919 — 16 января 1920
Бахадур-хан Малачиханов 16 января 1920 — 28 апреля 1920